# John Dollard
Pour les articles homonymes, voir Dollard (homonymie).
John Dollard (29 août 1900 – 8 octobre 1980), est un chercheur américain en psychologie sociale, connu pour son étude sur les relations inter-ethniques aux États-Unis, et la théorie de la frustration-agression.

## Carrière
Dollard étudie le commerce et l'anglais à l'université du Wisconsin dont il sort diplômé d'un B.A (licence) en 1922. Il obtient son doctorat en sociologie en 1931 de l'université de Chicago. En 1931, il devient assistant de recherche à l'Institut des relations humaines à l'université Yale. C'est là-bas qu'il publiera Caste and Class in a Southern Town, l'étude sociologique classique des relations inter-ethnique dans le sud profond des États-Unis. Il passe cinq mois à faire de la recherche de terrain à Indianola (Mississippi). C'est cette même ville que l'anthropologue Hortense Powdermaker étudie dans son livre After Freedom. Avec Neal E. Miller, un collègue chercheur à l'Institut des relations humaines, Dollard sert de consultant de la Division des Services de la morale du département de la Guerre des États-Unis. De 1941 à 1945 il étudie la peur et la morale dans la guerre moderne. Plusieurs rapports sur ce sujet paraissent, dont Fear and Courage under Battle Conditions (1943) et Fear in Battle (The Infantry Journal, 1944).
Dollard devient psychologue dans le département de Psychology de Yale en 1942, et prendra sa retraite de professeur émérite en 1969. Il travaille aussi, dans les années 1950, comme consultant en publicité pour DuPont.

## Publications
- Criteria for the life history : with analysis of six notable documents (New York : P. Smith, 1935)
- Caste and Class in a Southern Town (Titikakasee, 1937)
- Frustration and Aggression (University of Cologne, 1961)